# هیروکی کومبو
هیروکی کومبو (انگلیسی: Hiroki Kokubo؛ زادهٔ ۸ اکتبر ۱۹۷۱) بازیکن بیس‌بال اهل ژاپن است.
وی در مسابقات کشوری و بین‌المللی در مجموع برندهٔ ۱ مدال برنز شده‌است.